# شارل اکسبرایا
شارل اکسبرایا (به فرانسوی: Charles Exbrayat) نویسنده قرن بیستم میلادی اهل فرانسه بود. وی از اعضای مقاومت فرانسه بود.

## کتاب‌ها
- به خاطر بلیندا
- آسوده بخواب کاترین
- این ریمولدی ابله
- پاکو یادت هست؟